# 列車長

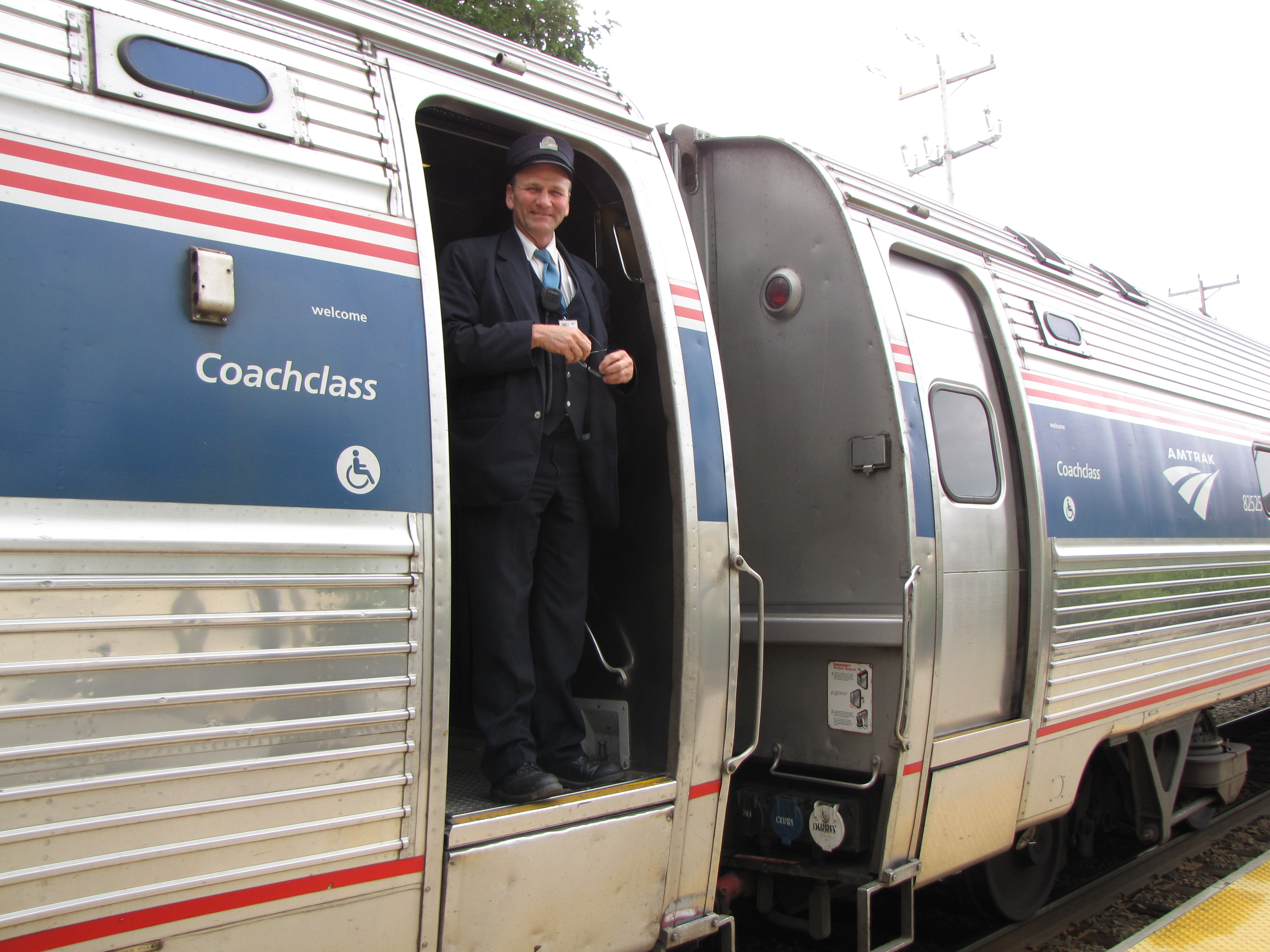
美國Amtrak的列車長

列車長，或車掌（日语：／ shashō），是鐵道列車駕駛人員以外的隨車最高職員，其中，地鐵的車掌亦稱為「列車長」。

## 概要
列車長的職責是於鐵路列車內，防止車內犯罪、負責車內播音、車門開關、開車停車安全確認等工作，並於確認可以開車時，發出蜂鳴器聲響或以其他方式（如以無線電發出開車號訊等）給司機確認開車。
鐵路列車列車長的職責，可概略分為幾方面來說：
列車長的首要職責，也是較不為一般旅客所知者，即擔任車上行車人員的角色。列車長是除了列車駕駛員以外，列車上第二個行車人員。行車人員的職責，除了確保一般狀況下的行車運轉安全，擔任列車運轉工作之外，在意外事件發生時，必須執行緊急列車防護，以阻止其他列車進入事件現場，而避免更多的傷亡及事件的擴大。
另外，列車長在平時也擔任旅客服務的角色。旅客服務工作，包括旅客諮詢、查驗票、補票（向逃票乘客徵收罰款）、遺失物處理、廣播及其他旅客服務工作等。
列車長在平時，必須與司機（列車駕駛）共同合作，運轉鐵路列車。到站後，列車長於確認列車已停妥於月台正確位置後，開啟旅客車門，供旅客上下車。旅客上下車完畢，準備開車時，列車長必須確認車站站務人員已顯示出發準備完畢號訊，並確認出發時刻已到，才會關閉旅客車門，並確認車內的車門關閉指示燈已顯示，列車駕駛才會啟動列車，出發前往下一站。若車門發生故障，或發生旅客或行李等被車門夾住時，則必須前往故障的車門，執行故障排除。
在日本，JR北海道、JR東海、JR西日本、JR四國和JR九州等，司機要聽到列車長發出的蜂鳴器聲響確認，才可開車；而JR東日本和台灣，則因車型和路線而異，不過大部份也是只需要於關門確認燈亮起，司機便可開車。如果蜂鳴器響起或關門確認燈亮起時，有乘客或物件被車門夾著，則沒有規定司機必須開車。JR的列車長亦要監察列車之正確停車，列車若超越正確停車位置時，列車長要拉緊急制動桿，以確保乘客的安全。

## 各地的車長

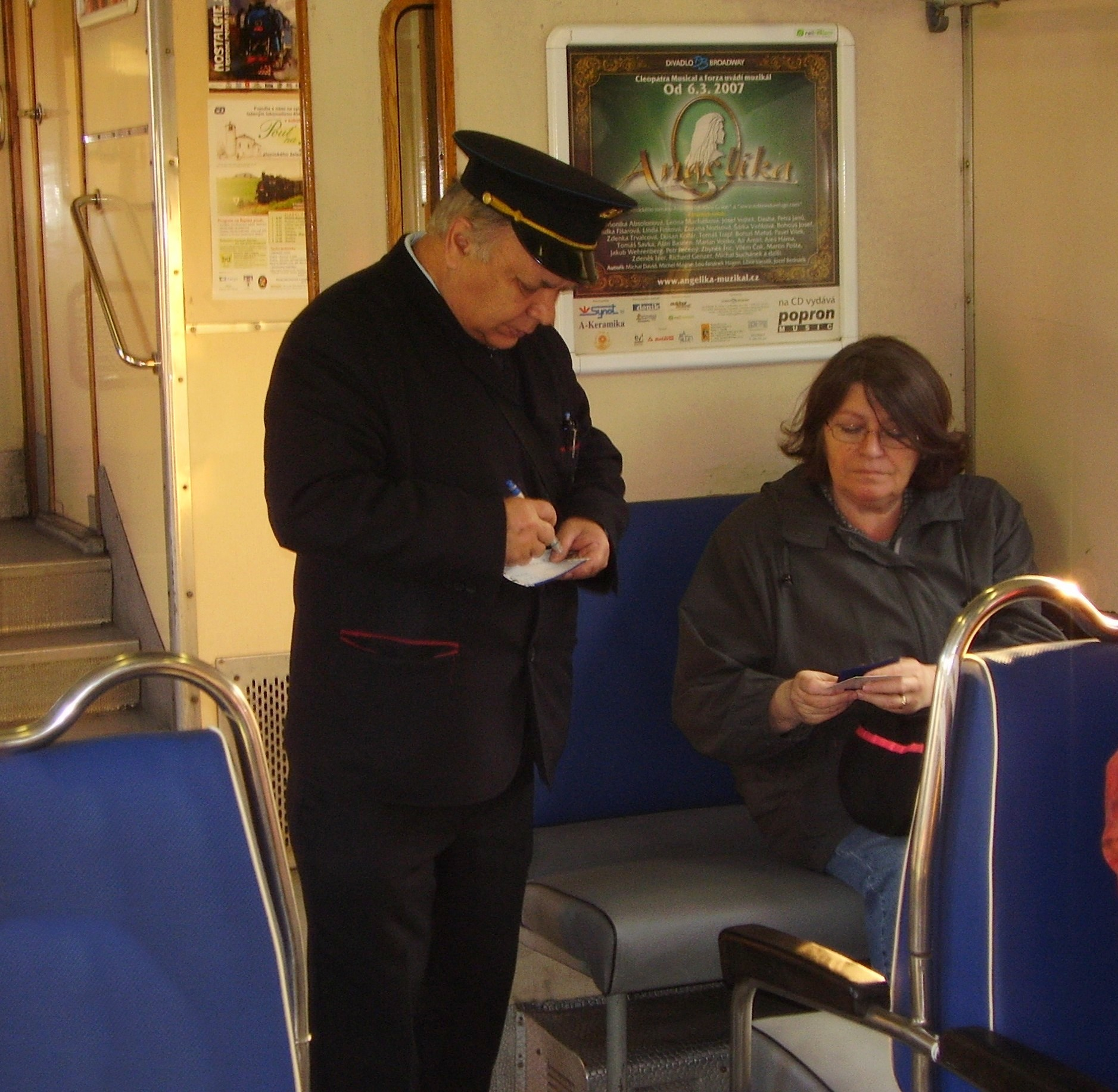
捷克的列車長

### 日本

#### 鐵道
日本的鐵道在早期將車掌稱呼為「列車長」，日本常使用電報略號，「 rechi」為「列車長」的省略語。由於「車長」與「社長」發音相近，有混淆的可能，因此改稱「車掌」。
若列車為一人操作，列車長亦可由車輛的駕駛者兼任，其他情況下則由列車長負責指揮司機。
車掌工作的職員室通常在列車的最後部。不過，特急列車也有設在中間的（例如新幹線E5系為10輛編組，但車長室在9號車）。此外，處於纜車車輛前頭的為職員而非司機，司機則是在頂峰站操作纜車。
到1980年代中期，貨物列車也有職員在車尾的守車執勤，當列車發生分離等事故時，進行列車防護措施。可是，由於車輛的可靠性提高，列車防護無線裝置、鐵路無線裝置和駕駛失知制動裝置的配備，大多數貨物列車不需再附掛守車，變成了通常只由司機一人操作。

#### 路線巴士
在1960年代前，路面電車與巴士的車掌也負責進行車票發售、查票和安全確認等。而現在一人控制成為主流，大部份路面電車與巴士也僅有司機一人控制。巴士上的車掌在今日已相當少見。
在由神戶交通振興營運的「神戶觀光巴士」（KOBE CITY LOOP）上，有著進行復古感的演出並擔任起觀光介紹的車掌，除了收取車費和出售1日乘車券外，亦負責開關車門。

### 臺灣

#### 鐵道
台鐵的客運與貨運列車，均由車班派出一位列車長（或車長）擔任乘務，列車長主要負責對號列車，車長則以值乘非對號列車為主。
列車長主要負責掌管車上事務，如：查驗票、補票、車上廣播、開關車門、出發前的運轉整備等，以及維護行車安全之任務。其中車上廣播也可以由車勤人員協助執行。
司機員（或機車長）由機班指派駕駛工作，由列車長負責指揮車上勤務，與列車長一同擔任乘務工作。
自強號、莒光號等中長途列車亦在七堵車站、新竹車站及彰化車站等中途站安排列車長勤務交接，防止乘務時間過長間接或直接影響行車安全。
如運用車型較為老舊，則由機務段派遣隨車機務員同車執勤，在必要時提供車輛故障之檢修。各始發站亦有派駐列車檢察員（簡稱：列檢）負責車輛例行檢查及車輛故障之檢修。
護車警察則由內政部警政署鐵路警察局各車站分駐所、派出所或護車警察大隊派員共同執行護車勤務。
除台鐵外，台灣高鐵亦派有列車長及服務人員擔任乘務工作。而其他軌道系統，如自動化無人駕駛之中運量捷運，臺北捷運文湖線、新北捷運環狀線、臺中捷運綠線亦有配置隨車人員。

#### 客運
早期的公共汽車客運亦配有車掌小姐。

### 香港
九廣東鐵自2000年開始，由於使用自動列車運行裝置的關係，司機一直同時兼任車長。1970年代以前的路面電車，司機和車長是分開的工作，車長亦負責售票工作；1970年代開始，為節省經營成本，路面電車漸漸改用一人控制，司機開始同時兼負車長工作，因此車長成了司機的代名詞。

### 中国大陆

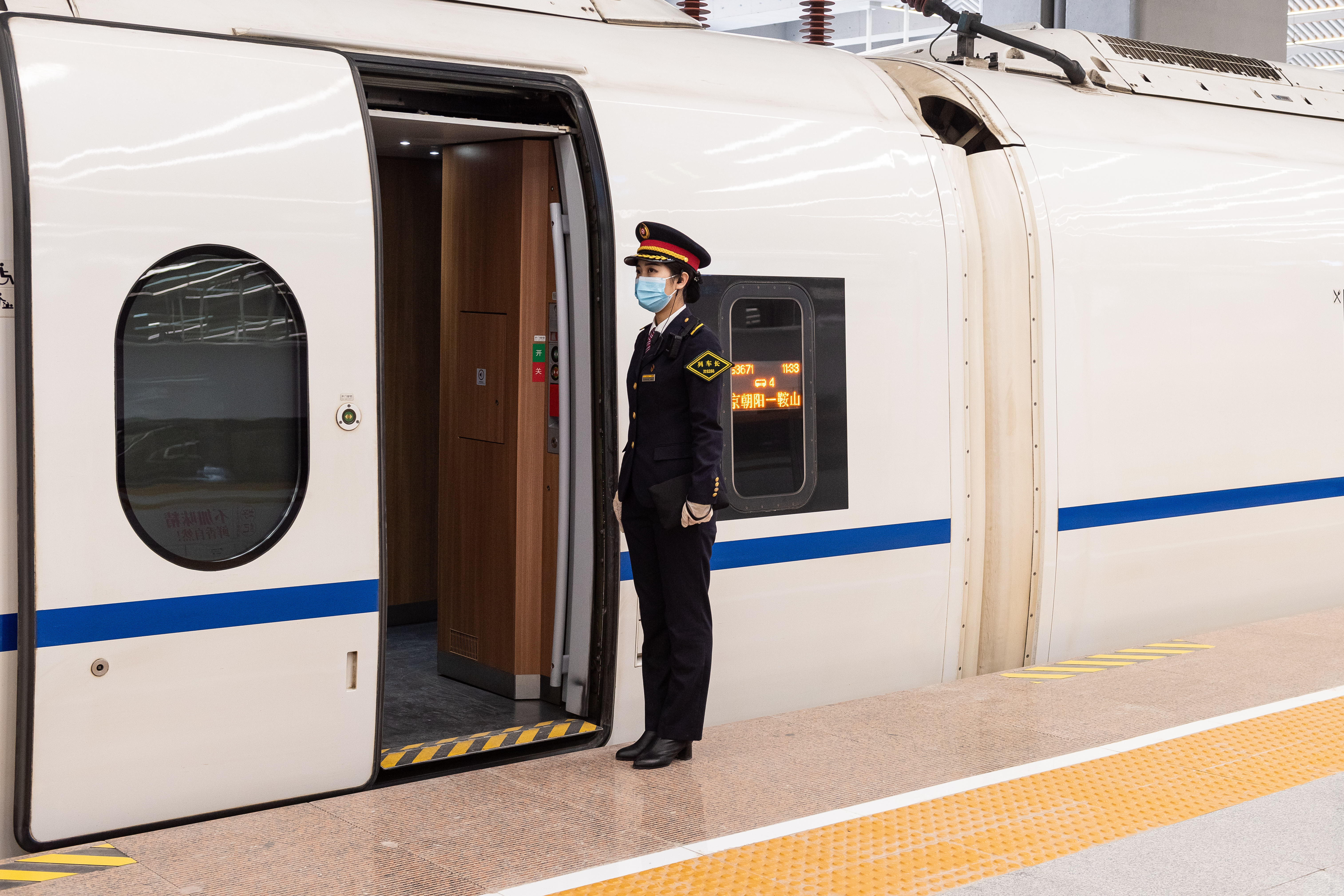
中国铁路沈阳局集团锦州客运段G3671次列车乘务长在北京朝阳站立岗迎客（2021年1月）

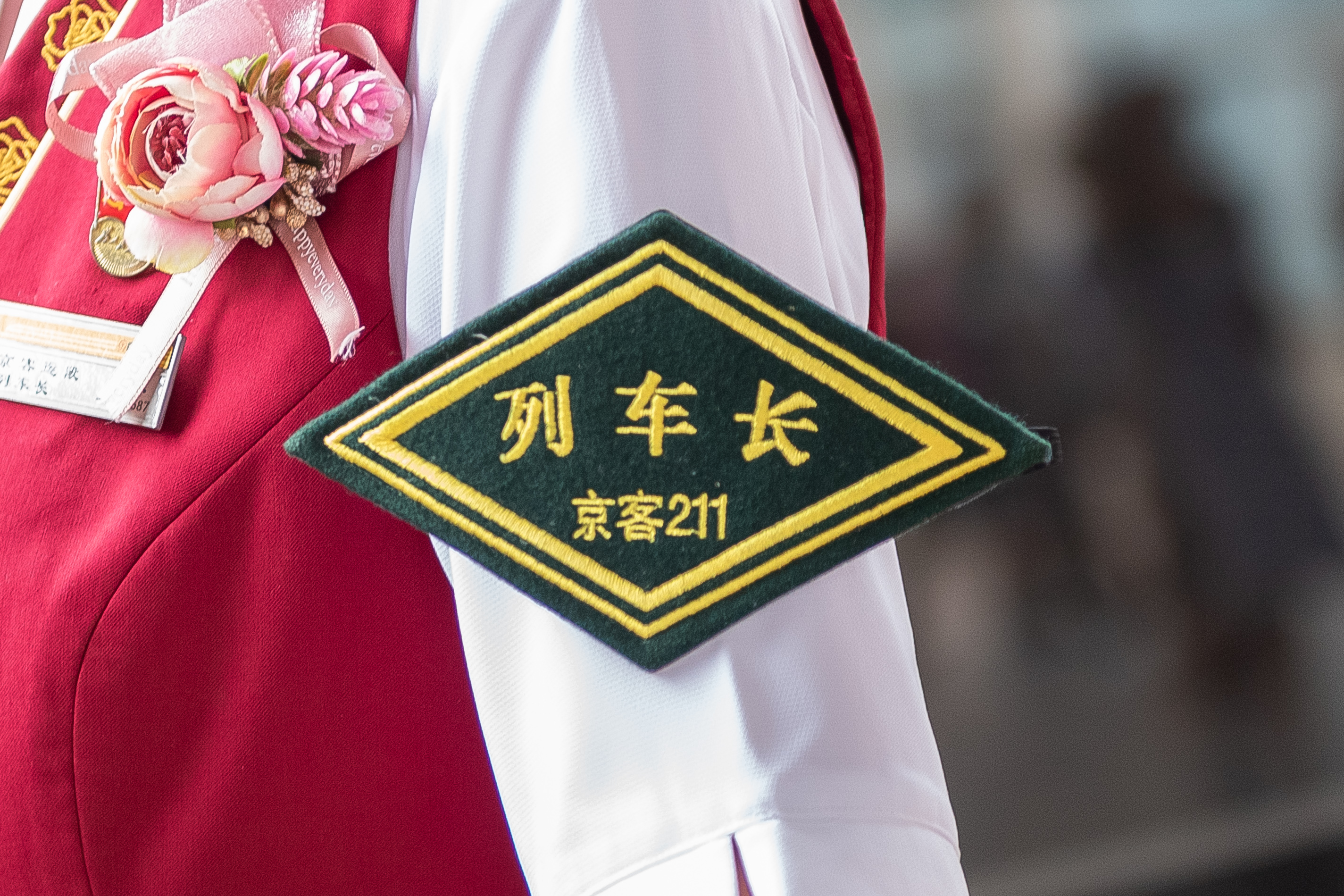
中国铁路北京局集团北京客运段列车长臂章（2021年6月）

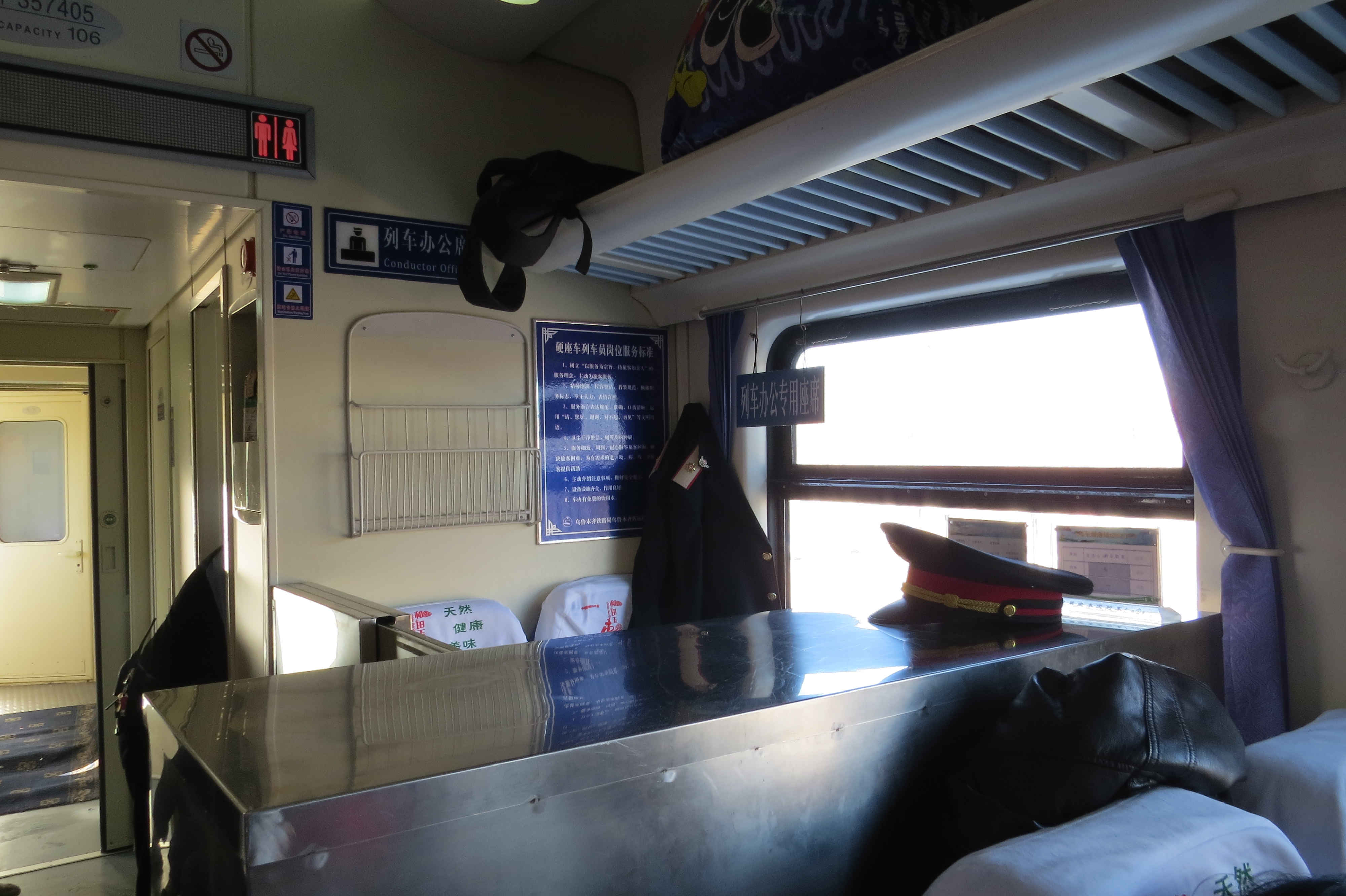
中國鐵路烏魯木齊局集團北京至烏魯木齊Z69/70次列车的列车办公席（2015年12月）

旅客列车的服务工作由列车乘务组负责，由列车长统一领导。包括：
- 列车员
- 广播员
- 列车值班员（俗称“业务员”“补票员）：专职补票，相当于乘务组的文书。
- 餐车
  - 餐车主任
  - 厨师：2人
  - 服务员（“摆台”）
  - 供水员（茶水工）
  - 售货员
- 乘警组：由铁路公安处乘警支队派出警察驻车
  - 乘警长
  - 乘警
- 车辆乘务组：由车辆段乘务车间派出人员驻车
  - 车辆乘务长：也称“检车长”。
  - 检车员：负责车辆下部走行部分的安全，负责摘挂风管。
  - 车电员：负责车辆上部电器检修，负责摘挂车尾边灯
  - 发电车乘务员：仅在新型空调列车上有
- 列车行李员：由中铁快运集团派出人员。也有的属于客运段车队。
- 邮政车押运员：属于邮政中心局转运分局的派出人员。

对于长途列车，列车乘务组分为“正班”、“副班”，工作8小时候后轮替。休班的人员在“宿营车”休息。因而，这样的乘务组设两名列车长，分别称正班列车长与副班列车长。一般在始发站两名列车长一起执行迎接旅客登车任务。
列车乘务组一般隶属于客运段或列车段的某个车队。例如：乌鲁木齐铁路局乌鲁木齐客运段上海车队八组。
列车长属于工人职名，相当于班组长。而车队的队长、副队长、党支部书记都属于干部职名。

#### 运转车长
在2014年10月前，中国使用运转车长作为一道安全防护系统，使用对讲机或红绿色信号旗给机车司机发送开车信号确认后司机方可开车。运转车长一直到1990年代属于“列车段”的乘务车间，后来改属于沿途的各车务段。在1980年代及之前，运转车长的乘务备品有：一个手摇大电话机用于途停时搭在电话线上与相邻车站值班员通话，两个煤油侧灯挂在守车的两侧，红绿手信号旗、一个手提煤油信号灯用做发出“手信号”的号志灯，火炬、响炖、雨衣、饭盒、水壶、一个装备品的大皮背包，一列车的货票。出勤时，先去列车段运转车间派班室，听取派班员传达的担当列车的调度命令，从备品室取好乘务备品。然后去车站的车号室从车号员获得货票和编组单。然后到出发场接车，先与“守车整备员”交接守车，然后从列车左侧由后向前逐一核对各车厢的车钩、装载、捆绑、苫盖、铅封等，如有问题要立即通知货场商检来处理；到机车位置后，与机车司机对表，核对编组单；然后再依次从前往后核查列车右侧。无误后，通知司机试验列车制动，再通知车站外勤助理值班员可以发车。
遇有中途临时停车，运转车长要下车防护。在车尾、机车前300米处，白天放置“响炖”，夜间燃放“火炬”示警，以防后继列车追尾。遇到列车轧死路外行人、耕牛，停车后，车长要下车拖尸后立即发车，再使用“飞条”（即写了字的纸条包裹石子等重物）扔给前方车站站台的外勤助理值班员通知此事。普及了无线列车调度电话后，就淘汰了手信号或“飞条”。
有些货物列车运转车长需要负担沿途摘挂货物列车在四等以下车站的调车任务，称作“解结组”（即解体、连接之意），设置正副车长各一名。取送车时，运转车长必须在列车前边一手抓住车辆把手，另一只手伸出手提信号灯到车侧面给在列车尾部的推送机车司机领道。
1993年铁道部取消了货物列车守车运转车长值乘制度，使用列车尾部防护系统替代运转车长的工作。2014年10月后，客运列车也取消运转车长。

## 外部連結
- 鐵路法（繁體中文）
- 鐵路行車規則（繁體中文）
- 鐵路行車人員技能體格檢查規則（繁體中文）